# عبارة نص
عبارة النص هي النظم المعنوي المسوق له الكلام. سميت عبارة، لأن المستدل يعبر من النظم إلى المعنى، والمتكلم من المعنى إلى النظم، فكانت هي موضع العبور؛ فإذا عمل بموجب الكلام من الأمر والنهي يسمى استدلالا بعبارة النص.